# DAM Architectural Book Award
Der DAM Architectural Book Award (deutsch: „DAM-Architekturbuchpreis“) ist ein seit 2009 jährlich vom Deutschen Architekturmuseum (DAM) verliehener nicht dotierter Theoriepreis für zehn Buchtitel eines Jahrgangs. Die Auswahl trifft eine wechselnde zehnköpfige Fachjury. Das Ziel der Preisverleihung ist, die international besten Architekturbücher eines aktuellen Jahrgangs zu bestimmen, zu würdigen, zu bewerben und einer interessierten Öffentlichkeit vorzustellen. Die entsprechenden Werke werden auf der jährlichen internationalen Frankfurter Buchmesse sowie auf der Homepage des DAM und in sozialen Medien präsentiert.

## Preisträger

### 2024
(Quelle: )
- Jury: Giulio Castegini, Dorothee Ader, Lisa Schons, Victor Balko, Danny Lettkemann, Katja Leiskau

- Daniela Sá, João Carmo Simões (Hrsg.): FEP / Viana de Lima. Monade editora, Lissabon 2023
- Erieta Attali, Kengo Kuma (Hrsg.): Erieta Attali Kengo Kuma – Mirror in the Mirror. Hartmann Books, Stuttgart 2023
- Schweizerisches Architekturmuseum, Andreas Kofler, Andreas Ruby (Hrsg.): Was wäre wenn – Ungebaute Architektur in der Schweiz / What if – Unbuilt Architecture in Switzerland. Christoph Merian Verlag, Basel 2023
- raumlaborberlin (Hg.): Polylemma. Jovis Verlag, Berlin 2023
- Thinking and building on shaky ground – On Architecture in seismic Regions. Birkhäuser Verlag, Basel 2023
- Das BAU: Charlotte Eva Herunter, Katharina Hummer, Julia Obleitner (Hrsg.): Wild Site. Point Nemo Publishing, Remerschen 2024
- Nitin Bathla (Hg.): Researching otherwise – Pluriversal methodologies for landscape and urban studies. GTA Verlag, Zürich 2024
- Rolf Fehlbaum (Hg.): Tane Garden House. Vitra Design Museum, Weil am Rhein 2023
- Dietrich Fink, Stefan Imhof (Hrsg.): Rom – Häuser der Stadt 1920 -1980. Verlag der Buchhandlung Walther und Franz König, Köln 2024
- Das Bewusstsein des Ortes. Quart Verlag, Luzern 2023

### 2023
- Quellen:[3][4]
- Jury: Kathrin Siebert, Ellen Schulte, Markus Bredt, Danny Lettkemann, Friederike Meyer, Reinhard Neumann
- IBA Thüringen (Hrsg.): StadtLand Projekte/Perspektiven Für eine neue Raumpraxis/Für eine neue Raumkultur. M Books, Leipzig 2023
- Collective for Architecture Libanon (Hrsg.): Architecture of the Territory – Constructing National Narratives in the Arab World. Kaph Books, Beirut 2023, Gestaltung: Nathalie Elmir
- Hochschule Luzern, Institut für Architektur und Kompetenzzentrum Typologie & Planung in Architektur (Hrsg.): Atlas des Dazwischenwohnens. Wohnbedürfnisse jenseits der Türschwelle. Park Books, Zürich 2022
- Meret Wandeler, Ulrich Görlich, Caspar Schärer (Hrsg.): Stadtwerdung im Zeitraffer. Die Fotografische Langzeitbeobachtung Schlieren 2005–2020 zeigt, wie sich das Schweizer Mittelland entwickelt. Scheidegger & Spiess, Zürich 2023
- ICOMOS Suisse Arbeitsgruppe System & Serie (Hrsg.): System und Serie. Systembau in der Schweiz – Geschichte und Erhaltung. gta Verlag, Zürich 2022, Gestaltung: Nadine Rinderer
- Ilka Ruby, David Vaner (Hg.) Besser als neu: Wie man eine Bürofassade emissionsarm und zirkular saniert. Ruby Press, Berlin 2023
- Elli Mosayebi, Michael Kraus (Hrsg.): The Renewal of Dwelling. European Housing Construction 1945–1975. Triest Verlag, Zürich 2023, Gestaltung: Büro 146, Zürich
- Axel Simon (Hrsg.): Armando Ruinelli Architekten. Bauten 1982–2022. Leggere il tempo. Park Books, Zürich 2023
- Annette Spiro, Elizaveta Radi, Florian Schrott (Hrsg.): Innenputz. Park Books, Zürich 2022
- Flatlands. Henrik Spohler. Hartmann Books, Stuttgart 2023, Gestaltung: Florian Pfeffer, one/one studio

### 2022
- Quellen:[5]
- Jury: Brigida González, Anna Kraus, Silvia Schellenberg-Thaut, Danny Lettkemann, Vladka Kupska
- DOGMA. Living and Working. The MIT Press, Cambridge 2022
- Momentum of Light. Lars Müller Publishers, Zürich 2021, Gestaltung: Haller Brun
- Nicole McIntosh, Jonathan Louie (Hrsg.): Swissness applied. Learning from new Glarus. Park Books, Zürich 2021, Gestaltung: Louis Vassallo
- Urban Design in the 20th century. A history. gta Verlag, Zürich 2021, Gestaltung: Büro 146
- Jens Casper, Luise Rellensmann (Hrsg.): Das Garagenmanifest. Park Books, Zürich 2021, Gestaltung: Sandra Doeller
- Noam Andrews (Hrsg.): The Polyhedrists. Art and Geometry in the long sixteenth century. The MIT Press, Cambridge 2022
- Auf Linie. NS-Kunstpolitik in Wien. Die Reichskammer der Bildenden Künste. Birkhäuser Verlag, Basel 2021
- Diletta Trinari (Hrsg.): Barozzi Veiga. Verlag der Buchhandlung Walther König, Köln 2022
- Die Stadt für alle. Handbuch für angehende Stadtplanerinnen und Stadtplaner. Karl Rauch Verlag, Düsseldorf 2022
- Renovation Antwerp city hall. From bel etage to illuminated floor. Public Space, Amsterdam 2022

### 2021
- Quellen:[6]
- Jury: Andrea Jürges, Oliver Elser, Rebekka Kremershof, Stefan Weil, Kerstin Schultz, Karin Hartmann, Moritz Bernoully
- ETH Zürich, Bautechnologie und Konstruktion (Hrsg.): Konstruktion – Manual. Birkhäuser Verlag, Basel 2021
- Donghua University (Hrsg.): Apartment Blossom. Donghua University Press 2021, Gestaltung: Yu Guang
- Giulia Foscari, UNLESS (Hrsg.): Antarctic Resolution. Lars Müller Publishers, Zürich 2021, Gestaltung: Giulia Foscari, Lars Müller
- Benoît Vandenbulcke, Benoît Burquel (Hrsg.): Raamwerk In Practice. Lichtervelde Youth Centre. MER B&L, Gent 2020
- Anna Bokov (Hrsg.): Avant-Garde as a Method – Vkhutemas and the Pedagogy of Space, 1920–1930. Park Books, Zürich 2024
- Archijeunes (Hrsg.): Elemente einer baukulturellen Allgemeinbildung. Park Books, Zürich 2020
- Land. Milk. Honey.: Animal Stories in Imagined Landscapes. Park Books, Zürich 2021
- Benoît Jallon, Umberto Napolitano, Le Laboratoire R.A.A.R., LAN Local Architecture Network (Hrsg.): Napoli Super Modern. Park Books, Zürich 2024
- Claudia Tittel (Hrsg.): HdK – Haus der Kultur Gera. Sphere publishers, Leipzig 2021
- Anime Architecture. Imagined Worlds and Endless Megacities. Thames & Hudson, London 2020

### 2020
- Quellen:[7]
- Jury: Wilhelm Opatz, Nina Sieverding, Matthias Alexander, Danny Alexander Lettkermann, Peter Cachola Schmal, Annette Becker, Oliver Elser, Rebekka Kremershof
- Wüstenrot Stiftung (Hrsg.): Umlauftank 2. Ludwig Leo. Spector Books, Leipzig, 2020
- Lukas Fink, Tobias Fink, Ruben Bernegger (Hrsg.): Berliner Portraits – Erzählungen zur Architektur der Stadt. Verlag der Buchhandlung Walther König, Köln 2019, Gestaltung: Dan Solbach
- Behelfsheim. Selbstverlag
- Katsuya Fukushima, Hiroko Tominaga, Jin Motohashi, Rei Sawaki (Hrsg.): Holz Bau. Timber Architecture in the Early Modern Period of Germany. GADEN Books, Komazawa 2020
- Eileen Gray. Bard Graduate Center. Gallery Publications, New York 2020
- MCCM Creations (Hrsg.): Design DNA of Mark I: Hong Kong’s Public Housing Prototype. MCCM Creations, Hongkong 2019, Gestaltung: Eddie Wong Yui-chung
- Richard Nemec (Hrsg.): Die Ökonomisierung des Raums. Planen und Bauen in Mittel- und Osteuropa unter den Nationalsozialisten 1938 bis 1945. DOM Publishers, Berlin 2020
- Paul Meurs, Isabel van Lent (Hrsg.): Schiphol. Groundbreaking airport design 1967–1975. nai010 publishers, Rotterdam 2019, Gestaltung: Beukers Scholma
- Institut für Architektur Hochschule Luzern, Kompetenzzentrum Typologie und Planung in Architektur (Hrsg.): Vokabular des Zwischenraums. Gestaltungsmöglichkeiten von Rückzug und Interaktion in dichten Wohngebieten. Park Books, Zürich 2019
- Michel Carlana, Luca Mezzalira, Curzio Pentimalli (Hrsg.): Quirino de Giorgio – An Architect’s Legacy. Park Books, Zürich 2019

### 2019
- Quellen:[8]
- Jury: Hendrik Hellige, Michael Kraus, Friederike von Rauch, Florian Schlüter, Adeline Seidel, David Voss, Peter Cachola Schmal, Annette Becker, Oliver Elser, Christina Budde
- Baku. Oil and Urbanism. Park Books, Zürich 2019, Gestaltung: Bruno Margreth, Martina Brassel
- StadtBauKultur NRW (Hrsg.): Architektur der 1950er bis 1970er Jahre im Ruhrgebiet. Kettler Verlag, Dortmund 2019, Gestaltung: konter, Dortmund
- Dirk Somers (Hrsg.): Bovenbouw Architectuur. Living the Exotic Everyday. Flanders Architecture Institute, Antwerpen 2019, Gestaltung: Joris Kritis
- Almut Grunewald (Hrsg.): Die Welt der Giedions. Sigfried Giedion und Carola Giedion-Welcker im Dialog. Scheidegger & Spiess, Zürich 2019, Gestaltung: Bonbon, Zürich
- Dirk Laureys (Hrsg.): Léon Stynen. A Life of Architecture 1899–1990. Flanders Architecture Institute, Antwerpen 2018, Gestaltung: Sven Beirnaert
- Eveline Schneider, Raffaella Endrizzi (Hrsg.): Lochergut – Ein Portrait. Quart Verlag, Luzern 2019, Gestaltung: Julie Joliat
- Theodor & Otto Froebel. Gartenkultur in Zürich im 19. Jahrhundert. gta Verlag, Zürich 2019, Gestaltung: Julia Ambroschütz, Tamaki Yamazaki
- The Object of Zionism. The Architecture of Israel. Spector Books, Leipzig 2017, Gestaltung: Studio Matthias Görlich, Darmstadt
- Uta Hassler (Hrsg.): Vom Baustoff zum Bauprodukt. Ausbaumaterialien in der Schweiz 1950–1970. Hirmer Verlag, München 2018, Gestaltung: Hubertus Design
- Kirill Gluschenko (Hrsg.): Veneč. Welcome to the Ideal. Gluschenkoizdat, Moskau 2017, Gestaltung: Kirill Gluschenko
- Shortlisted: Andrea Wiegelmann (Hg.): Raum für Trauer. Totenkapelle in Buochs. Seiler Linhart Architekten. Quart Verlag, Luzern 2019

### 2018
- Quellen:[9]
- Jury: Bernd Kuchenbeiser, Vladka Kupska, Annette Ludwig, Martin Seelinger, Jan Wenzel, Stefanie Zoche, Andrea Jürges, Annette Becker, Oliver Elser, Christina Budde
- Martino Stierli, Vladimir Kulić, Stephanie Emerson Autoren: Tamara Bjažić Klarin, Vladimir Deskov, Andrew Herscher, Sanja Horvatinčić, Theodossis Issaias, Ana Ivanovska Deskova, Jovan Ivanovski, Jelica Jovanović, Anna Kats, Juliet Kinchin, Martina Malešić, Maroje Mrduljaš, Arber Sadiki, Luka Skansi, Łukasz Stanek, Matthew Worsnick, Mejrema Zatrić (Hrsg.): Toward a Concrete Utopia. Architecture in Yugoslavia 1948–1980. The Museum of Modern Art – MoMA New York 201, Gestaltung: Bruno Margreth, Martina Brassel
- Gregor Sailer. The Potemkin Village. Kehrer Verlag, Heidelberg 2017, Gestaltung: Manuel Radde
- Marcel Witvoet (Hrsg.): The Noise Landscape. A Spatial Exploration of Airports and Cities. nai010 publishers, Rotterdam 2017, Gestaltung: Studio Joost Grootens, Silke Koeck, Julie da Silva
- Albert Kirchengast, Hans Kolb (Hrsg.): Franz Riepl baut auf dem Land. Eine Ästhetik des Selbstverständlichen. Birkhäuser Verlag, Basel 2018, Gestaltung: Albert Kirchengast
- Hilar Stadler, Andreas Hertach (Hrsg.): Simon Phipps Finding Brutalism. Eine fotografische Bestandsaufnahme britischer Nachkriegsarchitektur. Park Books, Zürich 2017, Gestaltung: Megi Zumstein, Claudio Barandun, Carla Crameri
- Bart Tritsmans (Hrsg.): Dom Hans van der Laan. A House for the Mind. Flämisches Architektur-Institut, 2017, Gestaltung: Stien Stessens, Inge Ketelers
- Marianne Burkhalter, Christian Sumi (Hrsg.): Konrad Wachsmann and the Grapevine Structure. Park Books, Zürich 2018, Gestaltung: Viola Zimmermann
- Juliane Richter, Tanja Scheffler, Hannah Sieben Autoren: Katharina Benjamin, David Crowley, Tom Erdmann, Simone Hain, Dieter Hassenpflug, Thomas Hoscislawski, Wolfgang Kil, Antje Kirsch, Gwenaëlle Le Goullon, Kaja Mielcarek, Sebastian Pfeiffer, Stefan Rettich, Juliane Richter, Tanja Scheffler, Steffen Schröter, Susann Schumann, Hannah Sieben, Daniel Theiler, Monika Waszek, Janine Woltmann (Hrsg.): Raster Beton. Vom Leben in Großwohnsiedlungen zwischen Kunst und Platte. Leipzig-Grünau im internationalen Vergleich. M Books, Weimar 2017, Gestaltung: Bureau Voss (David Voss, Jean-Marie Fahy)
- Joseph Brookover (Hrsg.): Yamuna River Project. New Delhi Urban Ecology. Actar Publisher, UVA, Barcelona 2018, Gestaltung: Ramon Prat, Marga Gibert

### 2017
- Quellen:[10]
- Jury: Nicola Ammon, Christina Bösel, Amber Sayah, Gregor Theune
- Alexander Fthenakis (Hrsg.): 50 60 70 / Architektur aus drei Jahrzehnten im Münchner Stadtbild. Dölling und Galitz Verlag, Hamburg 2017, Gestaltung: Bernd Kuchenbeiser Projekte
- Eva-Maria Barkhofen (Hrsg.): Baukunst im Archiv. Die Sammlung der Akademie der Künste. DOM publishers, Berlin 2017, Gestaltung: Lupe Bezzina, Nicole Wolf
- Bezahlbar. Gut. Wohnen: Strategien für erschwinglichen Wohnraum. Jovis Verlag, Berlin 2016, Gestaltung: Bucharchitektur
- Deane Simpson, Vibeke Jensen, Anders Rubing (Hrsg.): The City between Freedom and Security. Contested Public Spaces in the 21st Century. Birkhäuser Verlag, Basel 2017, Gestaltung: Marcus Gärde
- Fifty English Steeples. The Finest Medieval Parish Church Towers and Spires in England. Thames & Hudson Ltd, London 2016, Gestaltung: Grade Design
- Frei Otto. Denken in Modellen. Spector Books, Leipzig 2017, Gestaltung: Studio Lukas Feireiss
- Hybrid Modernism. Movie Theatres in South India. Spector Books, Leipzig 2016, Gestaltung: Christian Lange, Ibrahim Öztas
- Franziska Wittmann: Leistungen der Architektur. Quart Verlag, Luzern 2017
- Michał Duda (Hrsg.): Patchwork. The Architecture of Jadwiga Grabowska-Hawrylak. Muzeum Architektury we Wrocławiu, 2017, Gestaltung: Kama Sokolnicka
- What's so great about the Eiffel Tower? 70 questions that will change the way you think about architecture. Laurence King Publishing, London 2017, Gestaltung: Laurence King Publishing, Urban Ant

### 2016
- Quellen:[11]
- Jury: Werner Huthmacher, Torsten Köchlin, Karoline Mueller-Stahl
- Manuel Herz, Ingrid Schröder, Hans Focketyn, Julia Jamrozik (Hg.) African Modernism – The Architecture of Independence. Ghana, Senegal, Côte d'Ivoire, Kenya, Zambia. Park Books, Zürich 2015, Gestaltung: Marie Lusa
- Anette Freytag (Hrsg.): Dieter Kienast – Stadt und Landschaft lesbar machen. gta Verlag, Zürich 2015
- Sascha Roesler (Hrsg.): Habitat Marocain Documents – Dynamics Between Formal and Informal Housing. Park Books, Zürich 2015
- Marc Angélil, Charlotte Malterre-Barthes (Hrsg.): Housing Cairo: The Informal Response. Ruby Press, Berlin 2016
- Walter Scheiffele, Stiftung Bauhaus Dessau (Hrsg.): Das leichte Haus. Utopie und Realität der Membranarchitektur. Spector Books, Leipzig 2016
- Paul Lewis, Marc Tsurumaki, David J. Lewis (Hrsg.): Manual of Section. Princeton Architectural Press,  2016
- Sven Quadflieg, Gregor Theune (Hrsg.): Nadogradnje – Urban Self-Regulation in Post-Yugoslav Cities. M Books, Weimar 2016
- Giovanna Borasi (Hrsg.): The Other Architect. Another Way of Building Architecture. Spector Books/CCA, Leipzig 2015, Gestaltung: Jonathan Hares
- Liz Faber (Hrsg.): This is Frank Lloyd Wright. Laurence King Publishing, Charlottenburg 2016, Gestaltung: Ian Volner, Michael Kirkham
- Christian Flierl (Hrsg.): Völlig losgelöst – Architektur der 1970er- und 1980er-Jahre in der Nordwestschweiz und den grenznahen Regionen. Park Books, Zürich 2014

### 2015
- Quellen:[12]
- Jury: Cornelia Mechler, Christian Huther, Mario Lorenz, Petra Gerschner, Alexander Sahm, Marietta Andreas, Peter Cachola Schmal, Annette Becker, Oliver Elser, Christina Budde, Brita Köhler
- LOLA Landscape Architects, Eric-Jan Pleijster, Cees van der Veeken (Hrsg.): Dutch dikes. nai010 Publishers, Rotterdam 2015, Gestaltung: Koehorst in´t Veld
- An igloo on the moon. Circa Press, London 2015, Gestaltung: Jean-Michael Dentand, Illustration: Adrian Buckley
- Jan Kaplicky drawings. Circa Press, London 2015, Gestaltung: Jean-Michael Dentand
- Young – Old. Lars Müller Publishers, Zürich 2015, Gestaltung: Studio Joost Grootens, Rebekka Kiesewetter, Michael Amman, Lars Müller Publishers
- Giulia Foscari (Hrsg.): Elements of Venice. Lars Müller Publishers, Zürich 2014, Gestaltung: Giulia Foscari, Lars Müller, Illustration: Claire Scoville, Giulia Foscari
- 1972. Nakagin Capsule Tower. Kehrer Verlag, Heidelberg 2015, Gestaltung: Sean Sullivan
- Dietmar Eberle (Hrsg.): Dichte Atmosphäre. Birkhäuser Verlag, Basel 2015, Gestaltung: Claudia Klein
- Liz Faber (Hrsg.): The architecture school survival guide. Laurence King Publishing, London 2015, Gestaltung: Two Sheds Design, The Urban Art, Illustration: Iain Jackson
- Daniela Marsinová (Hrsg.): Friedrich Weinwurm. Architekt. Slovart Publishing, Bratislava 2014, Gestaltung: Lubica Segecová
- Susanne Pietsch, Andreas Müller (Hrsg.): Walls that teach. Jap Sam Books, Heijningen 2015, Gestaltung: Design Sandra Kassenaar \ David Bennewith (Colophon), Amsterdam

### 2014
- Quellen:[13]
- Jury: Philipp Meuser, Julia Voss, Thomas Dahm, Jörg Winde, Jo Eisele, Peter Cachola Schmal, Annette Becker, Oliver Elser, Christina Budde, Brita Köhler
- José Luis Uribe Ortiz (Hrsg.): Talca. Editorial Arquine, Mexiko 2014, Gestaltung: Cristina Paoli
- Richard Atkinson (Hrsg.): Rice`s church Primer. Bloomsbury Publishing, London 2013, Gestaltung: Peter Dawson (Typografie), Matthew Rice (Illustration)
- Kyoungwon Suh (Hrsg.): North Korean Atlas. Damdi Publishing, Seoul 2014, Gestaltung: YeonKyeong Choo + Typografie: Yoon Gothic
- Adam Caruso, Helen Thomas (Hrsg.): The stones of pouillon. gta Verlag, Zürich, Gestaltung: Moiré, Marc Kappeler, Dominik Huber, Ruth Amstutz
- Hugo Palmarola, Pedro Alonso (Hrsg.): Monolith. Controversies. Hatje Cantz, Ostfildern 2014, Gestaltung: Martin Bravo
- Cees van der Veeken, Eric-Jan Pleijster, Peter Veenstra (Hrsg.): Lola lost landscapes. nai010, Rotterdam 2013, Gestaltung: Koehorst in’t Veld + Grafik: LOLA
- Annette Spiro, David Ganzoni (Hrsg.): Der Bauplan. Werkzeug des Architekten. Park Books, Zürich 2013, Gestaltung: Esther Rieser
- Katharina Roters (Hrsg.): HUNGARIAN CUBES. Park Books, Zürich 2014, Gestaltung: Imre Lepsényi
- Thomas Durisch (Hrsg.): Peter Zumthor. 1985–2013. Scheidegger & Spiess, Zürich 2013, Gestaltung: Beat Keusch
- Kai Wiedenhöfer (Hrsg.): Confrontier. Steidl Verlag, Göttingen 2013

### 2013
- Quellen:[14]
- Jörn Düwel, Niels Gutschow (Hrsg.): A Blessing in Disguise – War and Town Planning in Europe 1940–1945. DOM publishers, Berlin 2013, Gestaltung: Nicole Wolf
- Hyunji Lee, Junki Jeong (Hrsg.): Borrowed City. Damdi Publishing, Seoul 2013, Gestaltung: Fritz K. Park
- Jörg Winde (Hrsg.): Bürgermeisterzimmer in Deutschland. Kerber Verlag, Bielefeld/Berlin 2012, Gestaltung: Vera Schäper
- Marc Angélil, Rainer Hehl (Hrsg.): City of God. Ruby Press, Berlin 2013, Gestaltung: Belgrad Berlin, Rainer Hehl, Julian Schubert, Elena Schütz, Leonard Streich
- Daniela Janser, Thomas Seelig, Urs Stahel (Hrsg.): Concrete – Fotografie und Architektur. Scheidegger & Spiess, Zürich 2013, Gestaltung: Moiré Zürich
- Jean-Paul Capitani (Hrsg.): Simon Velez Architecte // La Maitrise du Bamboo. Actes Sud, Arles 2013, Gestaltung: Monograph
- Florian Kirfel, Moritz Fritz (Hrsg.): Mensa im Park – Vom Gebrauchen und Verbrauchen jüngster Architektur. M Books, Weimar 2013, Gestaltung: Tobias Dahl
- Stadt entwerfen. Grundlagen – Prinzipien – Projekte. Birkhäuser De Gruyter, Berlin 2013, Gestaltung: Rainer Gärtner, Brigade Eins Markenmanufaktur Ronnenberg
- Klaus Bollinger, Florian Medicus (Hrsg.): Unbuildable Tatlin!? SpringerWienNewYork 2013, Gestaltung: Paulus Dreibholz, Atelier Dreibholz London
- Alex Lehnerer, ETH Zürich (Hrsg.): The Western Town. Hatje Cantz Verlag, Ostfildern 2013, Gestaltung: Thomas Dahm

### 2012
- Quellen:[15][16][17]
- Werner und Martin Feiersinger (Hrsg.): Italomodern. Architektur in Oberitalien 1946–1976. Springer Verlag, Wien 2012, Gestaltung: Willi Schmid
- Annette Spiro, Pinar Gönül, Hartmut Göhler (Hrsg.): Über Putz. Oberflächen entwickeln und realisieren. gta Verlag, Zürich 2012
- Le Corbusier. Möbel und Interieurs. 1905–1965. Scheidegger & Spiess, Zürich 2012

### 2011
- Quellen:[18]
- Jury: Kristin Feireiss, Hans-Michael Koetzle, Rainer Schulze, Alexandra Papadopoulou, Markus Hartmann, Sebastian Tokarz
- FH Kärnten, Studiengang Architektur (Hrsg.): Schap! 2011. Primary School. Archimappublishers, Berlin 2011
- Alice Foxley (Hrsg.): Distance & Engagement. Walking, Thinking and Making Landscape. Vogt Landscape Architects. Lars Müller Publishers, Zürich 2010, Gestaltung: Lars Müller
- Lars Müller, Akiko Miki (Hrsg.): Insular Insight. Where Art and Architecture Conspire with Nature. Naoshima, Teshima, Inujima. Lars Müller Publishers, Zürich 2011, Gestaltung: Lars Müller
- Chris Dercon, Stiftung Haus der Kunst München (Hrsg.): Carlo Mollino. Maniera Moderna. Walther König Verlag, Köln 2011
- Annett Gröschner, Arwed Messmer (Hrsg.): Aus anderer Sicht. Die frühe Berliner Mauer. Hatje Cantz Verlag, Ostfildern 2011
- Inka Schube, Sprengel Museum Hannover (Hg.) Roman Bezjak. Socialist Modernism. Hatje Cantz Verlag, Ostfildern 2011
- Ludger Derenthal, Christine Kühn (Hrsg.): Ein neuer Blick. Architekturfotografie aus den Staatlichen Museen zu Berlin. Wasmuth Verlag, Tübingen + Berlin 2010
- Thomas Weaver (Hrsg.): Manifest Destiny. A Guide to the Essential Indifference of American Suburban Housing. AA Publications, London 2011
- Anne Mikoleit, Moritz Pürckhauer (Hrsg.): Urban Code. 100 Lessons for Understanding the City. gta Verlag, Zürich 2011
- Mario Rinke, Joseph Schwartz (Hrsg.): Before Steel. The Introduction of Structural Iron and its Consequences. Niggli Verlag, Salenstein 2010

### 2010
- Quellen:[19]
- Jury: Hans Demarmels, Kristin Feireiss, Celina Lunsford, Andrea Redolfi, Ernst Wasmuth, Sebastian Tokarz, Peter Cachola Schmal, Wolfgang Voigt, Annette Becker, Oliver Elser, Christina Budde
- Erik Fenstad Langdalen, Aaslaug Vaa, Nina Frang Høyum, Lars Müller (Hrsg.): HAMSUN HOLL HAMARØY. Lars Müller Publishers, Zürich 2011
- Ana Magalhães, Inês Gonçalves (Hrsg.): Moderno Tropical. Arquitectura em Angola e Moçambique. 1948–1975. Tinta da China, Lissabon 2009
- Wolfgang Scheppe, IUAV Class on Politics of Representation (Hrsg.): Migropolis Venice / Atlas of a Global Situation. Hatje Cantz Verlag, Berlin 2009
- Bjarke Ingels (Hrsg.): BIG. Yes is More. An Archicomic on Architectural Evolution. Taschen Verlag, Köln 2009
- Mogens Prip-Buus (Hrsg.): Jørn Utzon Logbook Vol. V. Additive Architecture. Edition Bløndal, Kopenhagen 2009

### 2009
- Bernhard und Stefan Marte (Hrsg.): Marte.Marte Architects. Springer Verlag, Wien 2008, Gestaltung: Atelier Gassner, Andrea Redolfi
- Rahel Lämmler, Michael Wagner (Hrsg.): Ulrich Müther Schalenbauten in Mecklenburg-Vorpommern. Niggli Verlag, Sulgen 2008, Konzept + Gestaltung: Rahel Lämmler, Michael Wagner
- Gerda Breuer (Hrsg.): Hans Schwippert – Bonner Bundeshaus 1949. Wasmuth Verlag, Tübingen 2009, Gestaltung: Christof Becker
- Andres Lepik (Hrsg.): Neues Museum. Friederike von Rauch I David Chipperfield. Hatje Cantz Verlag, Ostfildern 2009, Gestaltung: Cantz Medienmanagement
- Urs Staub (Hrsg.): Explorations in Architecture. Birkhäuser Verlag, Basel 2008, Gestaltung: Phillipp Herrmann, Ludovic Innocent Varone, Maris Mezulis